# محمد المكي الناصري
محمد المكي الناصري (الرباط، 24 شوال 1324 هـ / 11 دجنبر 1906 - 10 ماي 1994 /29 ذي القعدة 1414 هـ) من رجال الحركة الوطنية المغربية، سفير المغرب بليبيا ووزير سابق للأوقاف والشؤون الإسلامية والثقافة، ورئيسا للمجلس العلمي بولاية الرباط وسلا.

## نشأته
نشأ الشيخ الناصري في بيت دين وتخرج على أهم شيوخ العلم في وقته، وقد كان استقباله للمرحلة الجامعية سنة 1932 على يد ثلة من كبار العلماء استفاد منهم وتأثر بهم واهتدى بهديهم، منهم من المغرب الأستاذ الحافظ أبو شعيب الدكالي، والشيخ محمد المدني بن الحسني، والحاج محمد الناصري، والشيخ محمد بن عبد السلام السائح، ومن الشرق العربي الأستاذ مصطفى عبد الرزاق، والأساتذة منصور فهمي، وعبد الحميد العبادي، وعبد الوهاب عزام، ويوسف كرم، وغيرهم. وتتلمذ أيضا على أساتذة غربيين؛ منهم المستشرقان الإيطاليان نللينو، وجويدي، والمستشرقان الألمانيان ليتمان وبرجستراسر، والفيلسوف أندري لالاند.

## مسيرته السياسية
حياته الوطنية والسياسية حيث ساهم في تأسيس «الرابطة المغربية» السابقة لكتلة العمل الوطني وهي أول هيئة سرية لمقاومة الاحتلال، وكان أول أمين عام لها وكان ذلك سنة 1920 وسنه آنذاك لا يتجاوز الخامسة عشر، وجادت هذه البداية الوطنية المبكرة بثمارها فلم تكد تمر مدة زمنية قصيرة حتى ألف كتابه الأول «إظهار الحقيقة وعلاج الخليقة» سنة 1922، وكان رسالة ضد الخرافات والبدع المنسوبة للدين مدشنا به نشاطه السلفي. وكانت تلك هي البداية لينطلق بنشاطه عضوا مؤسسا وعاملا في «جمعية أنصار الحقيقة» سنة 1925. وقد ظل متنقلا بين البلدان الأوروبية مدافعا عن استقلال المغرب مطالبا المحتل بالرحيل إلى سنة 1934 حيث قفل راجعا إلى المغرب.
و لما قدم شكوى المغرب بفرنسا إلى الأمم المتحدة بإمضائه وإمضاء بقية زملائه سنة 1952 عاقبته الإدارة الدولية بمنعه من العودة والدخول إلى طنجة وبذلك أقفلت في وجهه جميع المناطق المغربية، وبقي منفيا في الخارج أكثر من أربع سنوات إلى أن عاد محمد الخامس من المنفى.

### مناصب
عضو المجلس الوطني الاستشاري

#### في عهد الملك الحسن الثاني
تقلد عدة مناصب منها:
- سفير المغرب بليبيا من 1961 إلى 1963

- عضو في الغرفة الدستورية بالمجلس الأعلى[2]
- وزيرالأوقاف والشؤون الإسلامية والثقافة في حكومة عصمان من 20 نوفمبر 1972 إلى. 25 أبريل 1974[3]

## مسيرته العلمية
عرفت سنوات العشرينات القرن العشرين نشاطا فكريا تجلى في قيام منازعات فكرية كبيرة، من أبرزها الضجة التي أثارها كتيب للمكي الناصري عنوانه إظهار الحقيقة في علاج الخليقة الذي أصدره سنة 1925، والذي احتوى على هجوم عنيف على الطرقية وأربابها سرعان ما أثار رد فعل عنيف تمثل في صدور كتابين مضادين ” غاية الانتصار على نهاية الانكسار“ لمحمد الشرقاوي و ” تحفة المنصفين وتذكرة المخالفين“ للغربي. وهذا السجال كان بداية مواجهة سياسية بين من معسكر المحافظين وانصار الحقيقة.
وبعد الاستقلال شغل المكي الناصري أستاذا بالجامعة المغربية سنة 1960 وبدار الحديث الحسنية 21 نوفمبر 1964. عضوا بأكاديمية المملكة المغربية -1981. انتخبه علماء المغرب بالإجماع أمينا عاما لرابطتهم في مؤتمرهم الاستثنائي المنعقد بطنجة يوم 28 أكتوبر 1989 خلفا لأمينها العام الأستاذ الراحل عبد الله كنون. وقد وسمه الملك بوسام العرش تقديرا لعمله بليبيا وبعمالة أغادير كما وسمه بوسام الكفاءة الفكرية من الدرجة الممتازة تقديرا لجهوده العلمية والثقافية.

## مؤلفاته
للناصري الكثير من الأبحاث والمؤلفات في مرحلة الاحتلال منها:
- «إظهار الحقيقة وعلاج الخليقة، من مناهضة الطرقية الي مقاومة الاحتلال»، طبعة تونس 1925.
- «حرب صليبية في مراكش» طبع بالقدس سنة 1931.
- «فرنسا وسياستها البربرية في المغرب الأقصى»طبع القاهرة سنة 1932.
- «الأحباس الإسلامية في المملكة المغربية» دراسة دقيقة وافية للأوقاف في المغرب مع مقارنتها بالأوقاف في بقية العالم الإسلامي -طبع بتطوان سنة 1935.
- «موقف الأمة المغربية من الحماية الفرنسية» عرض وتحليل لتاريخ الاحتلال الأجنبي في المغرب وكفاح الشعب المغربي للتخلص منه“طبع بتطوان سنة 1946 وقد ألحقت به بحوث ومقالات أخرى مترجمة.

ومن مؤلفاته بعد الاستقلال:
- نظام الفتوى في الشريعة والفقه. طبع ندوة «الشريعة والفقه والقانون».